# Мельничный (Борисовский сельсовет)
Мельничный — упразднённый посёлок в Залесовском районе Алтайского края. На момент упразднения входил в состав Борисовского сельсовета. Исключен из учётных данных в 1987 году.

## География
Располагался на ручье Мельничный (приток реки Татарка), на расстоянии приблизительно 7 км (по-прямой) к юго-западу от села Борисово.

## История
Основан в 1911 году. В 1928 году посёлок состоял из 31 хозяйства. В административном отношении входил в состав Залесовского сельсовета Залесовского района Барнаульского округа Сибирского края.
Решением Алтайского КИКа от 05 июня 1987 года № 237 населённый пункт, исключен из учётных данных.

## Население
По данным переписи 1926 года в посёлке проживало 155 человек (76 мужчин и 79 женщин), основное население — русские.